# Швайкерт, Дэвид
Дэвид С. Швайкерт (англ. David S. Schweikert, род. 3 марта 1962, Лос-Анджелес, Калифорния) — американский политик, представляющий Республиканскую партию. Член Палаты представителей США от штата Аризона с 3 января 2011 года.

## Биография
Родился в Лос-Анджелесе у незамужней матери-подростка, которая планировала сделать аборт, но отказалась и передала ребенка на усыновление. Вырос в Скотсдейле, штат Аризона в приёмной семье. Окончил Университет штата Аризона со степенями бакалавра наук в области финансов и недвижимости (1988) и магистра делового администрирования (2005).
В 1990 году Швайкерт победил на выборах в Палату представителей Аризоны, переизбран на новый срок через два года. В 1994 году баллотировался в Палату представителей США по шестому округу Аризоны, но проиграл внутрипартийные выборы республиканцев Дж. Д. Хэйуорту. С 1995 по 2003 год был председателем Совета по стабилизации Аризоны (англ. Arizona State Board of Equalization).
В 2004 году Швайкерт был назначен заместителей казначея округа Марикопа, в том же году избран казначеем. В 2007 году ушел в отставку для того, чтобы принять участие в выборах в Палату представителей США по пятому округу. 2 сентября 2008 года одержал победу на внутрипартийных выборах республиканцев, набрав 30 % голосов избирателей. На основных выборах 4 ноября Швайкерт проиграл действующему конгрессмену-демократу Гарри Митчеллу, получив 44 % голосов против 53 % у своего главного оппонента.
В 2010 году Швайкерт вновь баллотировался против Митчелла и на этот раз добился успеха, победив на основных выборах 2 ноября с результатом 52 % против 43 %.
По итогам переписи 2010 года границы избирательных округов были изменены: значительная часть территории, которую представлял Швайкерт, была отнесена к новообразованному девятому округу, а его дом в Фаунтин-Хиллс оказался в четвёртом округе. Несмотря на это, Швайкерт принял решение избираться от шестого округа против действующего конгрессмена-республиканца Бена Куэйла. К шестому округу была отнесена большая часть Скотсдейла, где Швайкерт вырос и владел вторым домом и который он представлял в заксобрании штата и Палате представителей США. В окончательной версии карты, однако, Фаунтин-Хиллс тоже был отнесён к шестому округу. На внутрипартийных выборах Швайкерт победил Куэйла, набрав 53 % голосов избирателей против 47 %. На основных выборах он сохранил свой мандат, получив поддержку 62 % избирателей округа.
В 2014 и 2016 годах успешно переизбирался с результатом больше 60 % голосов избирателей, в 2018 году — 55 %. В 2020 году в конкурентной борьбе победил демократку Хирал Типирнени, набрав 52 % голосов.
Является членом крайне консервативного Кокуса свободы в Палате представителей.